# 日産・クリッパーリオ
クリッパーリオ(CLIPPER RIO) は、「クリッパーバン」の乗用モデルとして日産自動車から販売されているセミキャブオーバー型軽ワンボックスカー。初代は三菱自動車工業から、2代目以降はスズキからそれぞれOEM供給を受ける車種である。
本項では2代目および3代目の2024年3月までのモデルで用いられていたNV100クリッパーリオ（エヌブイイチマルマルクリッパーリオ、NV100 CLIPPER RIO）についても扱う。

## 初代 U71W/U72W型（2007年-2012年）

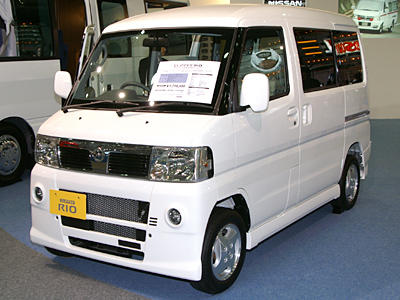
エアロバージョン
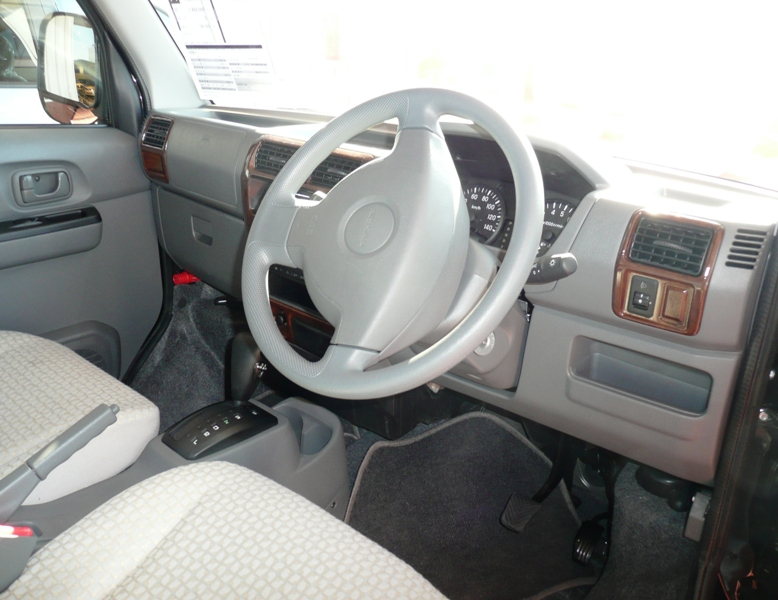
車内

2007年6月14日
クリッパーバンの乗用ワゴン（ワンボックスカー）モデルとしてクリッパーリオを公式発表し、同日より販売を開始した。
タウンボックスのOEM車種。フロントグリルはクリッパーバン/トラックの「ウインググリル」をメッキ化した専用ダークスモークメッキフロントグリルを採用している。グレード体系はNA車の「E（タウンボックス「LX」相当）」とターボ車の「G（同「RX」相当）」の2グレード（4WD車は「E FOUR」・「G FOUR」）を設定し、ルーフスポイラーや木目調のセンタークラスター&エアコン吹き出し口を装備した「スペシャルパック装着車」も設定された。
また、オーテックジャパンが扱う福祉車両「ライフケアビークル」の新ラインナップとして本車種をベースにした「チェアキャブ スロープタイプ」も同時に設定された。スロープ幅を760mmに設定し、緩やかなスロープ傾斜とする為車両降下機構（ニールダウン）を採用。また、車いすの方を含めて標準車と同じく4名乗車を可能とし、車いすの方専用のアシストグリップが追加された。グレード体系は「E」と「E FOUR」が設定される。
2007年7月11日
エアロバージョンを追加（本仕様車はタウンボックス「M2」に相当）。
専用フロントエアロバンパー（「M2」ロゴ部分に穴をあけた専用仕様、フロントフォグランプ組込み）や、専用サイドスカート、専用リヤアンダースポイラーを装備した。なお、持込み登録で、架装はオートワークス京都扱いとなる。
2007年12月21日
クリッパーバン・クリッパートラックと共に一部改良。
内装色をダークグレー/グレーの2トーンカラーに変更し、キーシリンダー取り付け部の強度を向上。液晶トリップメーターはA・Bの2区間対応式となった。また、ボディカラーに「ドーンシルバーメタリック」を追加し、シート生地を撥水・撥油加工シートに変更。運転席シートベルトリマインダーを新たに装備して安全面を強化した。ターボ車の「G」・「G FOUR」には合成革巻ステアリングホイールも採用した。
オーテックジャパン扱いの「チェアキャブ スロープタイプ」もベース車に準じた改良が行われた。
2008年12月22日
クリッパーバン・クリッパートラックと共に一部改良。
道路運送車両の保安基準及び協定規則への対応のため、スライドドアセンターレールの端末エッジ部、フロントフェンダー、リアアンダーミラーの形状を変更し、ドリップチャンネル前後端開口部の縮小を行った。
なお、オーテックジャパン扱いの「チェアキャブ スロープタイプ」も道路運送車両の保安基準及び協定規則への対応のため、スライドドアセンターレール、フロントフェンダー、リアアンダーミラー、専用リアバンパーなどの形状が変更された。
2010年1月8日
クリッパーバン・クリッパートラックと共に一部改良（1月14日販売開始）。
インストパネル、メーター、ステアリング周りのデザインを変更。また、ボディカラーは、特別塗装色の「ナイトバイオレット・パール（三菱名：ミスティックバイオレット・パール）」や「ホワイトパール」を追加した。
オーテックジャパン扱いの「チェアキャブ スロープタイプ」もベース車に準じた一部改良が行われ、ボディカラーには特別塗装色の「ホワイトパール」が追加設定された。
2010年8月17日
クリッパーバン・クリッパートラックと共に一部改良。
NA車の「E」はエンジンのフリクションを低減し、燃費を向上。また、ボディカラーには「チタニウムグレー・メタリック」を追加した。
オーテックジャパン扱いの「チェアキャブ スロープタイプ」もベース車に準じた一部改良が行われ、電動ウインチのメーカーオプション設定が追加された。
2011年12月
ベース車の三菱・タウンボックスの生産中止に伴い在庫車のみの販売となる。
2012年1月25日
クリッパーシリーズのマイナーチェンジに伴い販売終了。
NV100クリッパー「GX」系（ミニキャブバン「ブラボー」系に相当）がNV100クリッパーリオとして復活するまで代替車両となる。
- エアロバージョン
- 車内

## 2代目 DR64W型（2013年-2015年）
2013年12月3日
「NV100クリッパー」・「NT100クリッパー」のフルモデルチェンジと同時に、2012年1月をもって販売を終了していた乗用ワゴンモデルの「クリッパーリオ」を「NV100クリッパーリオ」に改名の上フルモデルチェンジし、約1年11か月ぶりに販売を再開した。社内型式は「WZA0」となる。
新たに、リモコンキー・ドアハンドル・運転席スイッチで操作できるオートスライドドア（後席左側または両側）が採用され、同時に半ドア状態から自動で全閉できるスライドドアオートクロージャーも装備した。また、乗降グリップと乗降ステップの装備により優れた乗降性を実現。リアシートは左右独立スライド機構やリクライニング機構を備えるほか、NV100クリッパーと同じく採用している助手席前倒し機構に加え、フルフラット機構の採用により多彩なシートアレンジも可能となり、インストシフトノブの採用により、前後左右のウォークスルーができるようになった。市販の箱入りティッシュと車検証を一緒にしまえる大型グローブボックスをはじめとする豊富な収納スペースも備えられた。全車、ターボエンジンと4速ATの組み合わせのみとなったが、ターボエンジンはNV100クリッパーのターボ車同様にDOHC化され、最大トルクが9N・m（0.9kgf・m）向上、最高出力は先代の「クリッパーリオ」と同レベルとした。
グレード体系は「クリッパーリオ」のグレード体系が踏襲されるが、「クリッパーリオ」では単独グレードとなっていた4WD車は2WD車と同一グレード名に統一され、「E（エブリイワゴン「PZターボ」相当）」と「G（同「PZターボスペシャル」相当）」の2グレードとなり、「G」は標準ルーフに加えハイルーフも設定される。ただし、エブリイワゴンの「JPターボ」に相当するグレードは設定されない。基本的メカニズムや主要装備、カラーバリエーションはベース車両と同じで、外観はNV100クリッパー同様、エンブレム類の変更程度である。
2014年10月
仕様変更。ボディカラーの「ミステリアスバイオレッドパール（オプションカラー）」と「ブリーズライトブルーメタリック」の2色を廃止した（なお、OEM元のエブリイワゴン及びOEM車種のスクラムワゴンでも同様の仕様変更が行われた。同じOEM車種のタウンボックスは発売当初より未設定である）。
商用バンモデルのNV100クリッパー同様、OEM元のエブリイワゴンが2015年2月にフルモデルチェンジしたことを受け、NV100クリッパーリオもフルモデルチェンジを発表したため、販売期間は1年3ヶ月間であった。

## 3代目 DR17W型（2015年-）
2015年2月24日
NV100クリッパーと同時にフルモデルチェンジを発表（3月3日販売開始）。
NV100クリッパーの「GXターボ」同様、エンジンをインタークーラーターボ仕様のR06A型に換装し、低中速トルクを増したことで加速性能や登坂性能を高め、ボディの要所に高張力鋼板や超高張力鋼板を効果的に使用することで、衝突安全性や耐久性を高めながら車両全体を軽量化したことで燃費を向上。室内長・室内高・室内幅がそれぞれ拡大したほか、インストトレイ・オーバーヘッドコンソール・インストアンダーボックスなどの室内装備を備えた。また、安全面も強化し、日産が販売する軽乗用車ではデイズやデイズルークスに次いでの採用となる「エマージェンシーブレーキ」をはじめ、踏み間違い衝突防止アシスト（エブリイワゴンでの誤発進抑制機能に相当）、VDC（エブリイワゴンでのESPに相当）、エマージェンシーストップシグナルを全車に標準装備した。
ボディカラーは2代目から踏襲される3色に加え、新色の「ムーンライトバイオレットパールメタリック（オプションカラー）」と「ガーデニングアクアメタリック」の2色を追加した。
グレード体系は初代・2代目のグレード体系が踏襲されるが、上級グレードの「G」がハイルーフ専用グレードとなり、普及グレードの「E」は2代目では設定されていなかったハイルーフ仕様が新たに設定された。
2016年6月24日
初代の「クリッパーリオ」に設定されていた「チェアキャブ スロープタイプ」が3代目ベースとなり、「チェアキャブ」に改名の上、約4年5ヶ月ぶりに再設定された（7月1日販売開始、本車種は2015年6月より発売されているエブリイワゴンの「車いす移動車」に相当）。
初代では2010年8月改良モデルでオプション設定だった電動ウインチがワイヤレスリモコン付の乗降アシスト装置として標準化されたほか、テールゲート一体型の折りたたみ式スロープ（手動式）、車いす用シートベルト（3点式）、車いす用手すり（左右）を装備。また、標準車同様にエマージェンシーブレーキと踏み間違い衝突防止アシストが標準装備される。ボディカラーは「スノーパールホワイト3コートパール（オプションカラー）」、「シルキーシルバーメタリック」、「ガーデニングアクアメタリック」の3色が設定する。
2019年6月24日
NV100クリッパーと共に一部仕様向上。
安全装備が強化され、従来の「エマージェンシーブレーキ」がステレオカメラ方式となり「インテリジェント エマージェンシーブレーキ」に強化されるとともに、「踏み間違い衝突防止アシスト」はエンジン出力を抑制する前進時に加え、ブレーキ制御（エブリイワゴンでの「後退時ブレーキサポート」に相当）により後退時にも対応。さらに、LDW（車線逸脱警報）、インテリジェント DA（ふらつき警報）、先行車発進お知らせ、ハイビームアシスト、オートライトシステムが新たに標準装備された。
ボディカラーは「ガーデニングアクアメタリック」に替わり、「クールカーキパールメタリック」が新たに設定された。
2019年8月6日
オーテックジャパン扱いのライフケアビークル「チェアキャブ」を一部仕様変更。
ベース車同様に「エマージェンシーブレーキ」をステレオカメラ方式の「インテリジェント エマージェンシーブレーキ」に強化されるとともに、LDW、インテリジェント DA、先行車発進お知らせ、ハイビームアシスト、オートライトシステムが新たに標準装備された。
ボデイカラーもベース車同様に変更となり、ガーデニングアクアメタリックと入れ替えでクールカーキパールメタリックが新たに設定された。
2020年7月
一部改良（仕様変更扱い）。WLTCモードによる排出ガス・燃料消費率に対応した（平成30年排出ガス規制適合）。
2021年9月22日
NV100クリッパーと共に一部仕様向上。
アイドリングストップ、USB電源ソケット（2個）、運転席シートヒーターを全車に標準装備された。
また、オーテックジャパン扱いのライフケアビークル「チェアキャブ」も、ベース車に準じた一部仕様向上が発表された（10月18日発売）。
2022年4月20日
NV100クリッパー・NT100クリッパーと共に一部仕様向上。
ルームランプ〈リア〉がLED化され、前方座席上方のオーバーヘッドコンソールをオーバーヘッドシェルフに変更して収納容量を向上したほか、「G」はステアリングを本革巻に変更した。
なお、エブリイワゴンに設定されたバックアイカメラ付ディスプレイオーディオはNV100クリッパーリオには未設定となり、ディーラーオプションの日産オリジナルナビゲーションとバックビューモニターの同時装着、あるいは、ドライブレコーダー・ETC車載器付のセットパッケージ「ナビレコカメラお買い得パック」での対応となる。
また、日産モータースポーツ&カスタマイズ扱いのライフケアビークル「チェアキャブ」も、ベース車に準じて一部仕様向上された。
2024年3月26日
クリッパーバンと共に一部仕様変更され、車名を初代モデルの名称であった「クリッパー リオ」へ約12年2ヶ月ぶりに回帰された。
トランスミッションが歴代初となるCVTへ変更され、4WD車は従来のフルタイム4WDからパートタイム4WDへ変更され、「2WD」「4WD AUTO」「4WD LOCK」の3モード切替が可能な電子制御式が採用された。
ヘッドランプがLED化され、ブレーキLSDを装備。「G」に装備されているサイドターンランプ付きドアミラー（ドアロック連動格納機能付き）と本革巻ステアリングが「E」にも装備された。
ボディカラーにはデニムブルーメタリックとモスグレーメタリックが追加され、6色に拡充された。
なお、今回の一部仕様変更でフロントとリアのCIエンブレム、ステアリングのホーンパッド部、アルミホイールのセンターCIが2020年7月からの現行CIとなり、車名ロゴは従来のNE-01から、先に発売されたC28型セレナやEV商用バンモデルのクリッパーEVと同じ書体へ変更・統一された。
また、日産モータースポーツ&カスタマイズ扱いのライフケアビークル「チェアキャブ」も、ベース車に準じて一部仕様変更されたほか、「踏み間違い衝突防止アシスト」が後方にも対応し、後席左側オートスライドドアが新たに標準装備された。

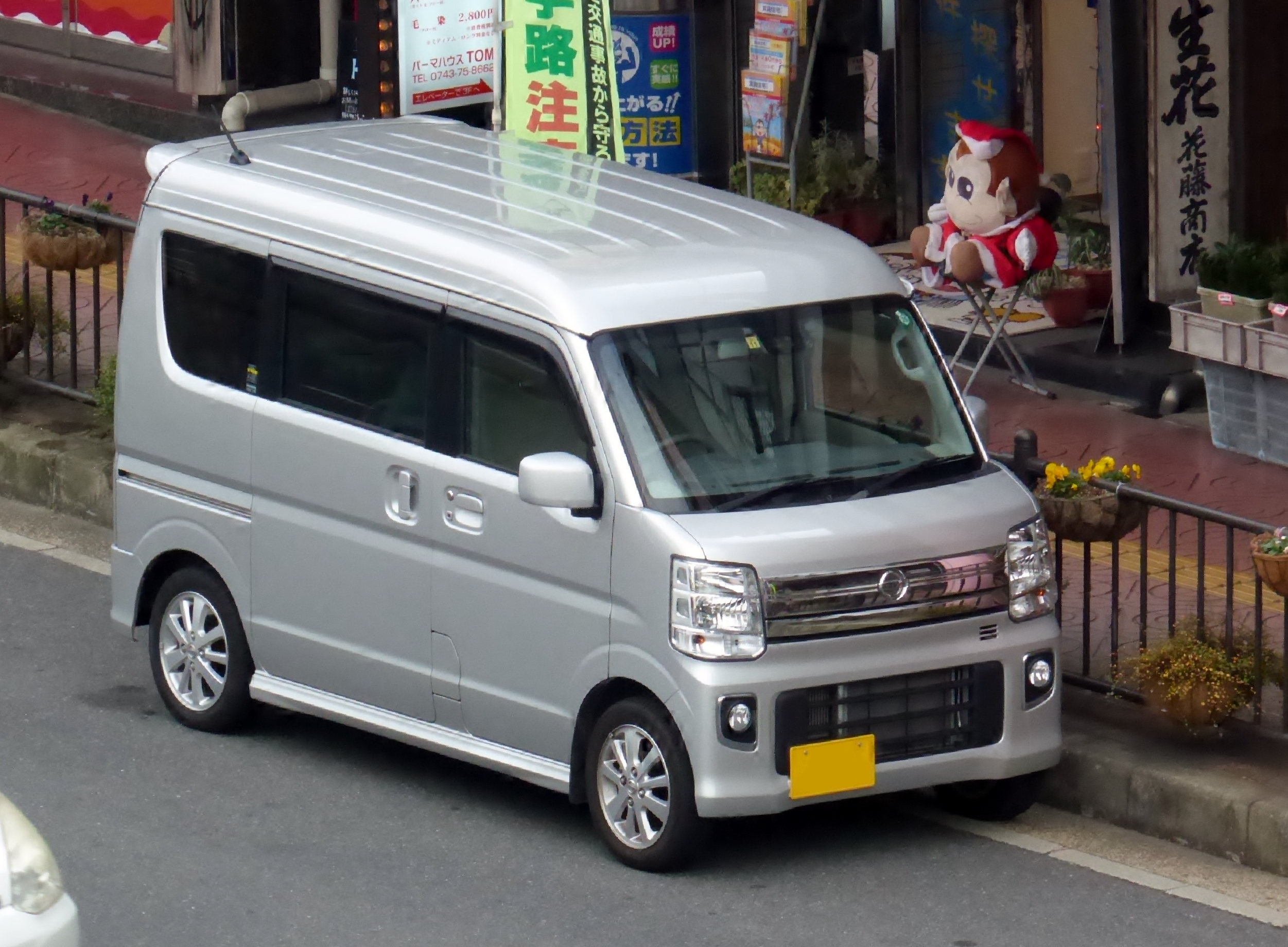
2015年2月発売型 G ハイルーフ
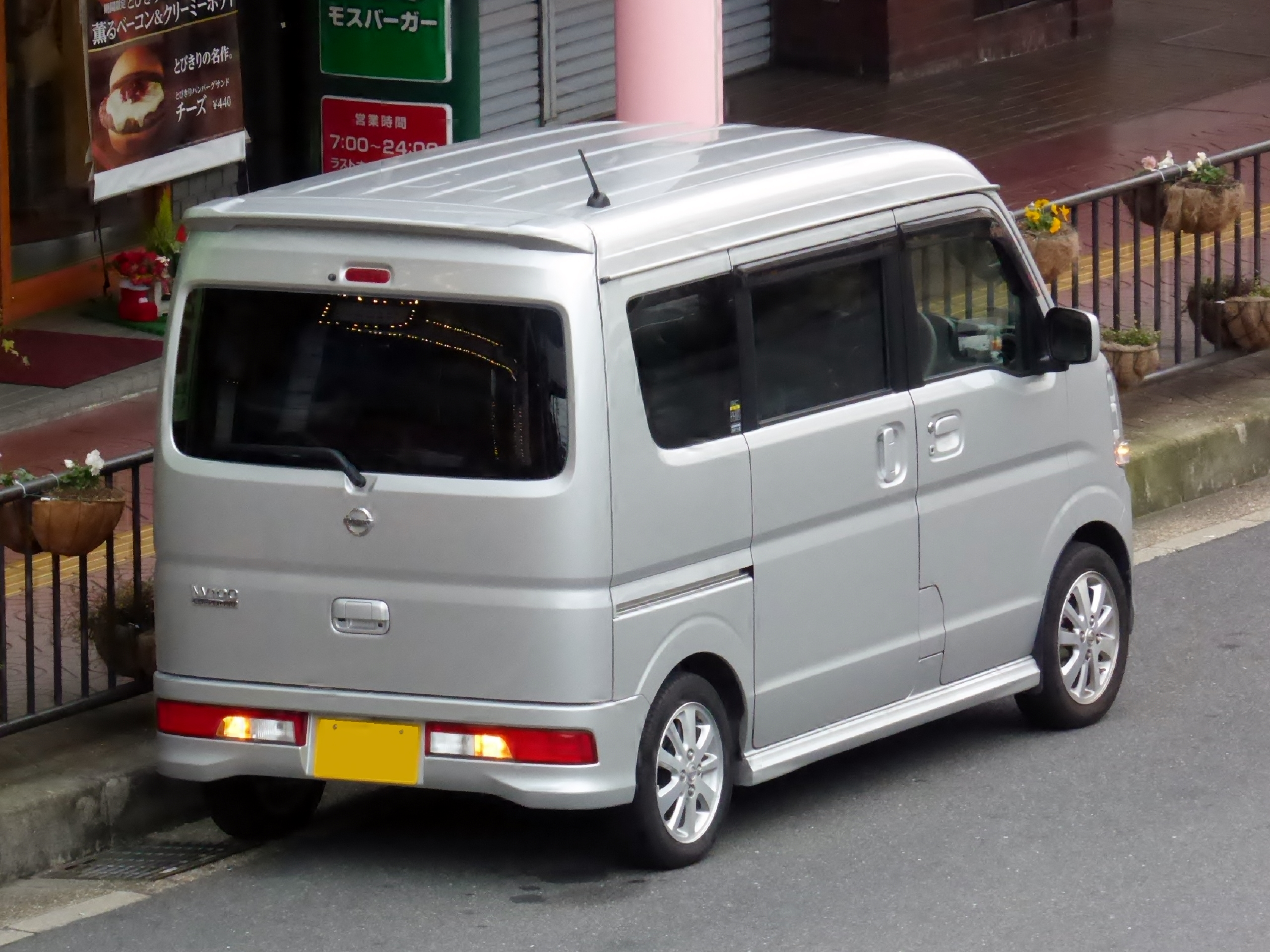
2015年2月発売型 G ハイルーフ リア
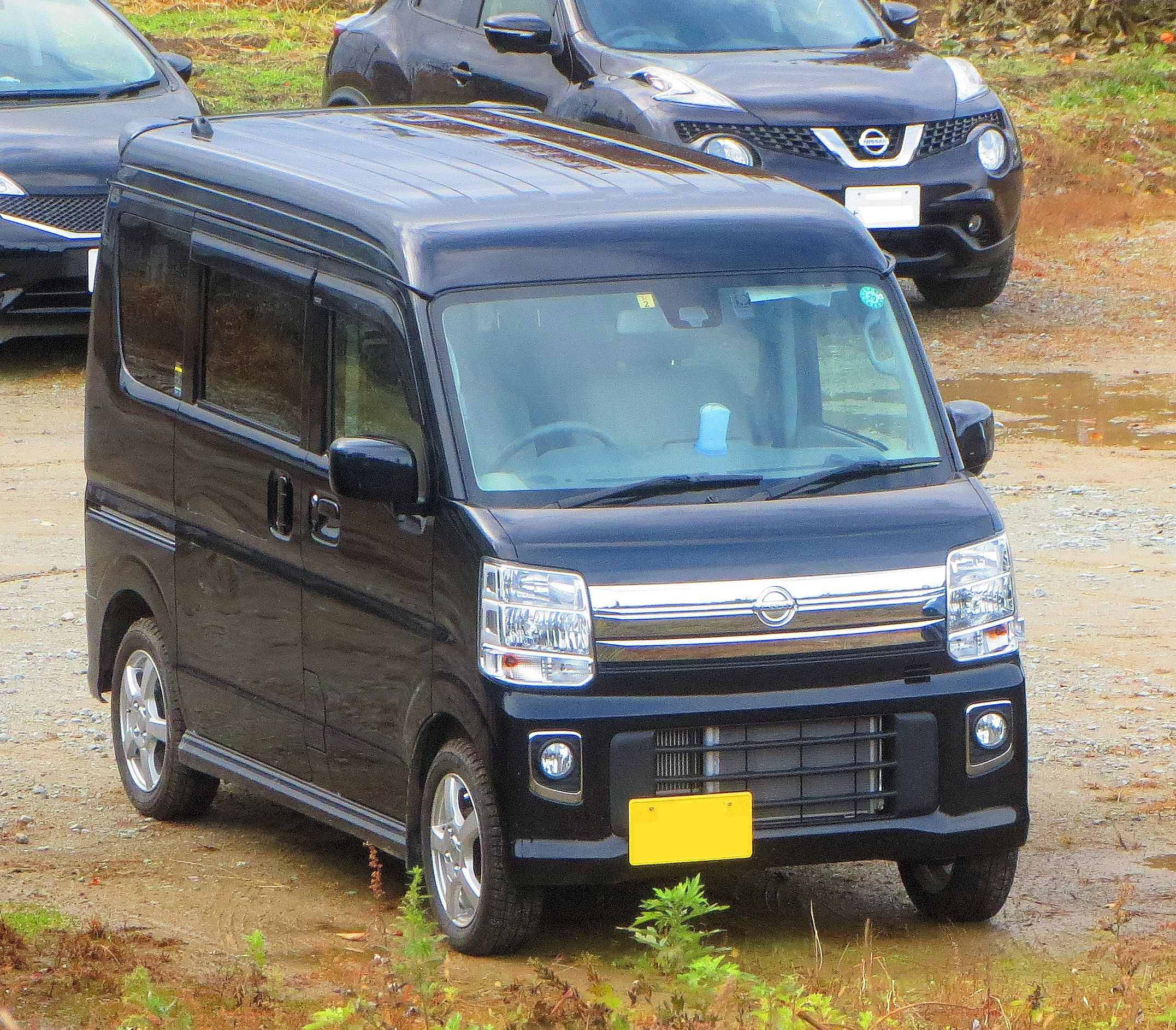
2015年2月販売型 E ハイルーフ 4WD
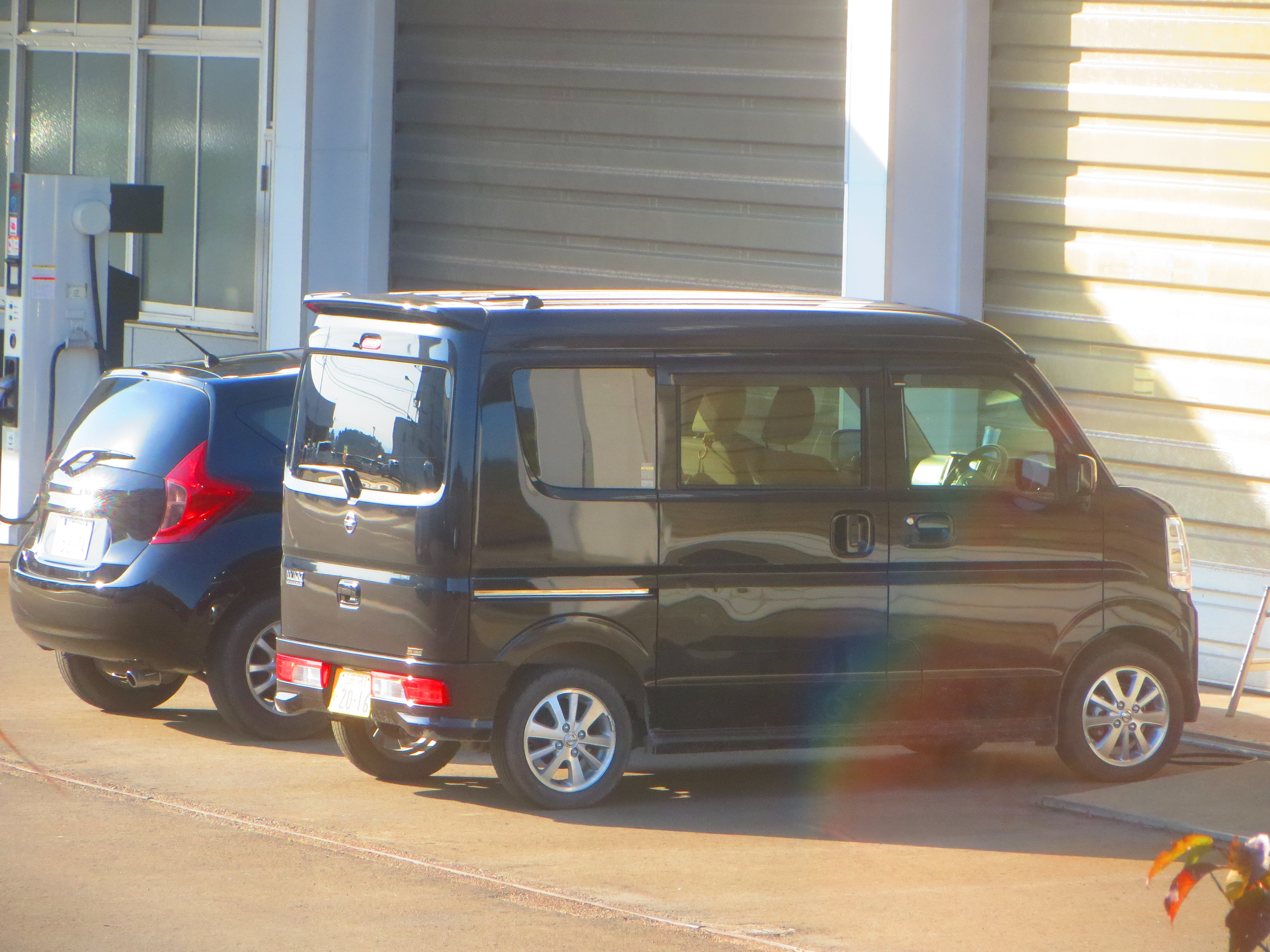
2015年2月販売型 E ハイルーフ 4WD リア
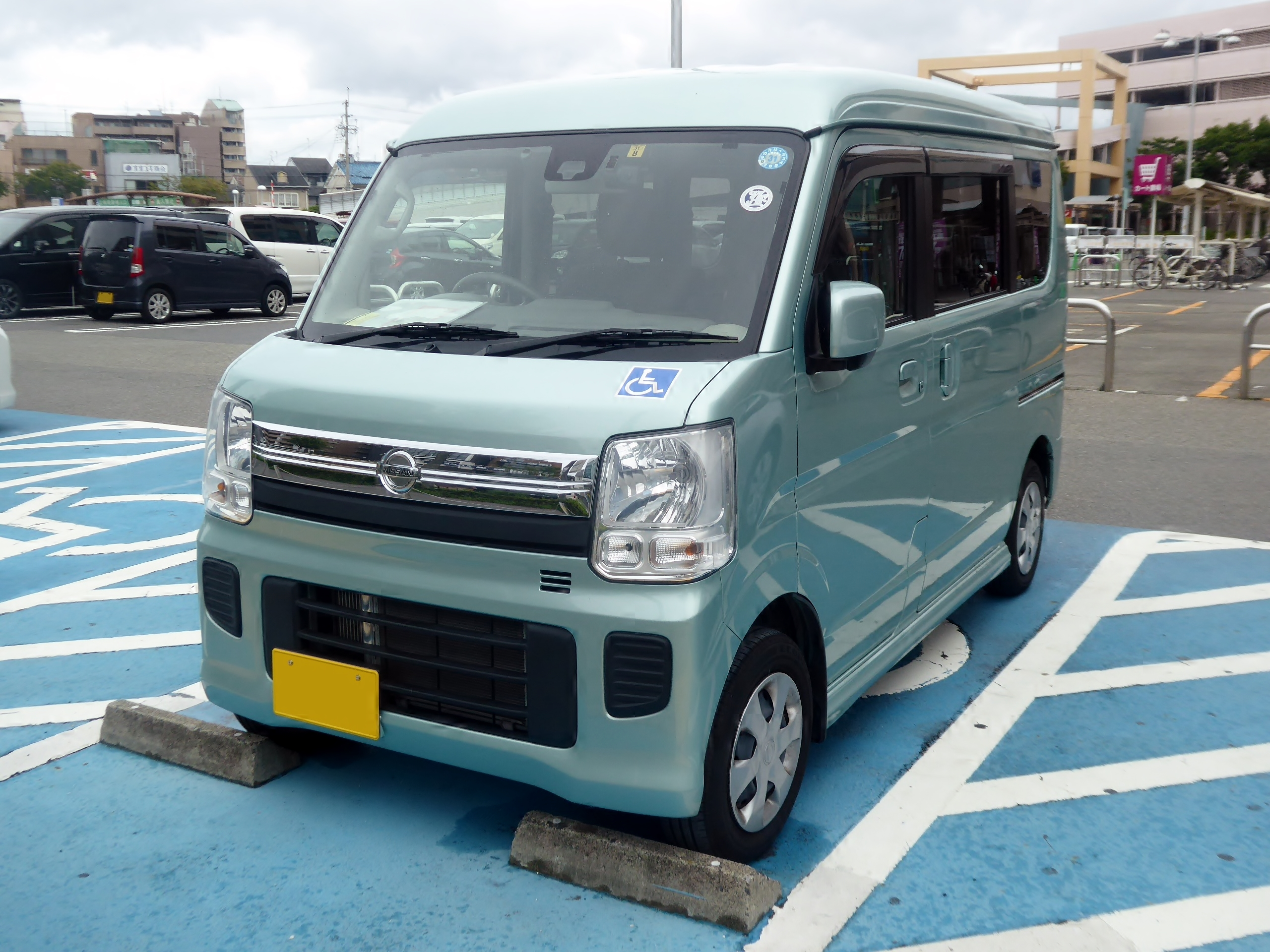
チェアキャブ
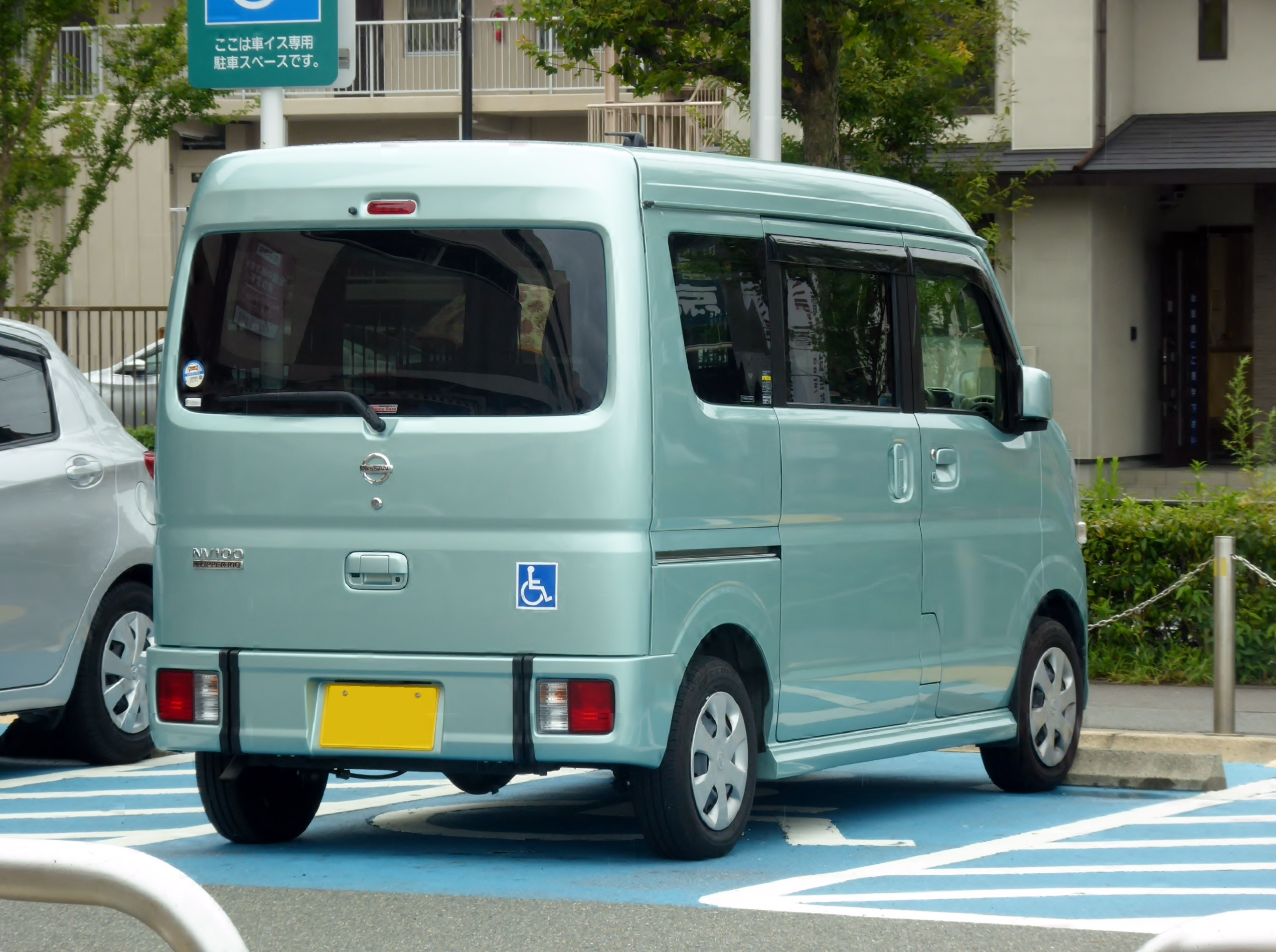
チェアキャブ リア

## 車名の由来
- 「クリッパー」は、もともと旧プリンス自動車工業が1958年1月に発売した小型・中型トラック（プリンス・クリッパー）で使用されていた車名。クリッパーは「駿馬、俊足を誇る馬」の意味。
- 「リオ」はスペイン語で「川」という意味で、リオのカーニバル[注釈 6]というと楽しく前向きな印象があること、シンプルで覚えやすいことから名付けられた。もともとは、初代バネットセレナの特別仕様車「FXリオ」として使用されていた名称である。
- 「NV」は「日産（Nissan）のバン（Van）」、100は「車両総重量1,000kgクラス」を意味する。